# Aspelta
Aspelta (... – 580 a.C. circa) è stato un sovrano del regno di Kush.

## Biografia
Era figlio di Senkamanisken e fratello di Anlamani, suo immediato predecessore.
Del regno di questo sovrano si conoscono maggiori dettagli rispetto agli altri dinasti del regno di Kush, noti grazie soprattutto alle svariate stele risalenti al suo regno.

Secondo quanto riportato nelle epigrafi, Aspelta fu scelto per governare da un gruppo composto da 24 capi religiosi e militari. Egli allora lasciò il nord e si recò a Napata per essere santificato dagli dèi ed incoronato. Un'altra stele, che dovrebbe anch'essa risalire al regno di Aspelta, riporta della condanna a morte di un gruppo di sacerdoti rei di aver cospirato contro il re.
Nel 592 a.C., probabilmente durante il regno di Aspelta, Kush fu investita dalla spedizione militare egizia al comando di Psammetico II. Napata fu saccheggiata e molti storici ritengono che fu a seguito di questa incursione che Aspelta decise di spostare la capitale nella più sicura e meridionale città di Meroe.
Alla sua morte, avvenuta verso il 580 a.C., gli successe il figlio Aramatle-qo.
La piramide di Aspelta si trova a Nuri (Nu.8) ed è, per dimensione, la seconda struttura funeraria del sito. La tomba fu scavata nel 1916 da George Reisner che rinvenne molti oggetti oggi conservati presso il Museum of Fine Arts (Boston). Nel 1920 Reisner si occupò degli scavi del palazzo attribuito ad Aspelta ed al fratello.

## Titolatura
Sulla falsariga degli antenati della XXV dinastia egizia, molti dei successivi re di Nubia adottarono la titolatura reale egizia. Aspelta non fece eccezione:
| G5 |

| G5 |

|       |
| \| \| |
|       |
|       |

|  |

|       |
| \| \| |
|       |
|       |

|  |

| G16 |

| G16 |

|  |

| G8 |

| G8 |

|  |

| M23 · X1 | L2 · X1 |

| M23 · X1 | L2 · X1 |

| N5 | mr | D28 |

| N5 | mr | D28 |

| N5 | mr | D28 |

| N5 | mr | D28 |

| N5 | mr | D28 |

| N5 | mr | D28 |

| N5 | mr | D28 |

| N5 | mr | D28 |

| G39 | N5 |

| G39 | N5 |

| M17 | O34 · Q3 | E23 · N16 |

| M17 | O34 · Q3 | E23 · N16 |

| M17 | O34 · Q3 | E23 · N16 |

| M17 | O34 · Q3 | E23 · N16 |

| M17 | O34 · Q3 | E23 · N16 |

| M17 | O34 · Q3 | E23 · N16 |

| M17 | O34 · Q3 | E23 · N16 |

| M17 | O34 · Q3 | E23 · N16 |

## Galleria d'immagini

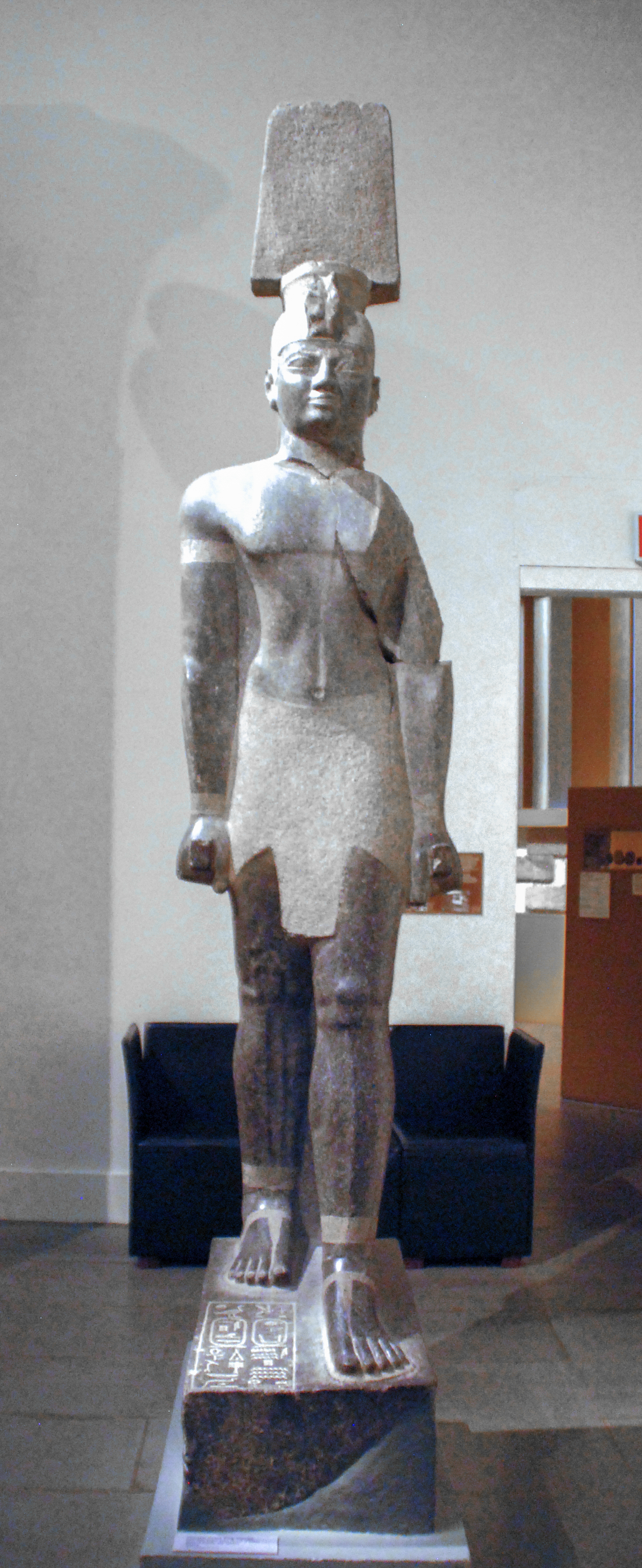
Aspelta in granito (23.730). Museum of Fine Arts, Boston.
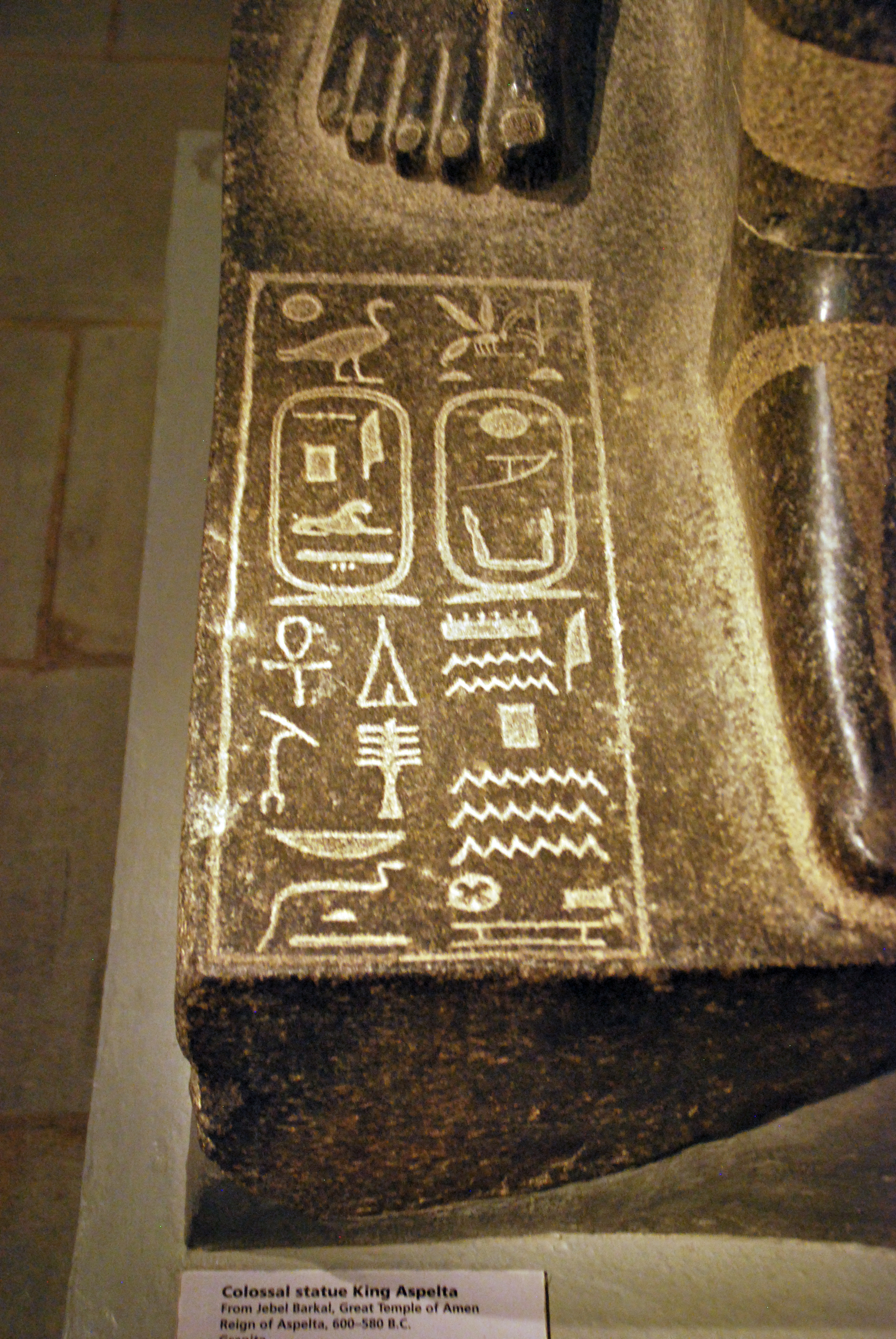
Dettaglio dei cartigli di Aspelta alla base del colosso conservato a Boston.
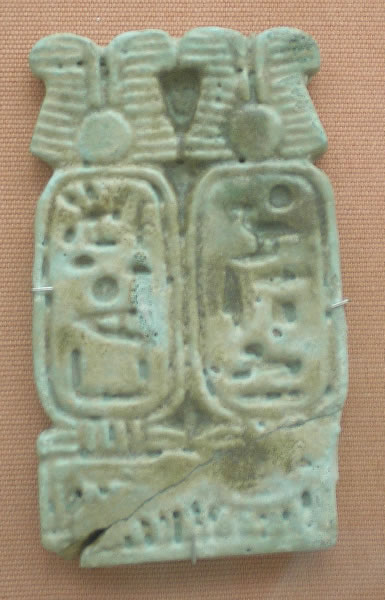
Cartigli di Aspelta su di un oggetto proveniente da Nuri. Londra, British Museum.